# Sondok

Sedící Buddha (také babička Buddha) v údolí Bulgok v hoře Namsan, Kjongdžu. Pro tuto sochu prý byla modelem královna Sondok.

Sondok, královna ze Silly, (korejsky 선덕여왕, Sondok jowang, korejská výslovnost: sʌn.dʌk jʌ.waŋ) se narodila 17. února 595 a zemřela 8. ledna 647. V letech 632 až 647 byla dvacátou sedmou vládkyní a první královnou Silly, jednoho ze tří království tehdejší Koreje (Kogurjo, Pekče a Silla). Byla druhou ženskou panovnicí v zaznamenané historii východní Asie.
Byla velmi vzdělaná a podpořila v Sille renesanci v myšlení, literatuře a umění. V Samguk sagi (historický záznam o třech královstvích Koreje: Kogurjo, Pekče a Silla) je královna Sondok popsána jako štědrá, dobrotivá, moudrá a chytrá. Podle Legendy o Jigwi byla dokonce krásná.

## Život
Sondok se narodila jako princezna Deokman (德曼) a byla dcerou krále Jinpyeonga a královny Mayi ze Silly. Měla dvě sestry princeznu Cheonmyeong a princeznu Seonhwa. Podle historického textu Samguk Sagi byla Sondok nejstarší dcerou.
Protože její otec král Jinpyeong neměl syna, začal považovat za svého nástupce zetě Kim Yongsu, manžela své dcery Cheonmyeong. Když se o tom dozvěděla princezna Deokman, prosila svého otce, aby jí dal šanci soutěžit o trůn. Když král viděl její odhodlání, dal jí šanci dokázat, že je trůnu hodna. Princezna Deokman musela získat důvěru a podporu svého lidu. Nakonec uspěla a byla jmenována nástupkyní krále Jinpyeonga. Vládla pak pod jménem Sondok. Rozhodnutí nebylo přijato všemi a někteří úředníci plánovali povstání, aby zabránili její korunovaci. Ale jejich plán byl odhalen a oni byli popraveni.

### Vláda Sondok
V lednu 632 se královna Sondok stala první královnou království Silly. Hned po korunovaci začala pečovat o svůj lid. Poslala královské inspektory po celém království, aby zlepšili péči o vdovy, vdovce, sirotky, chudé a staré. Ve stejném roce poslala diplomata, aby vzdal hold císaři Taizong čínské dynastie Tang a informoval ho o novém vládci Silly. Císař Taizong však odmítl uznat Sondok za vládce, protože byla žena.
Důležité okamžiky její vlády:

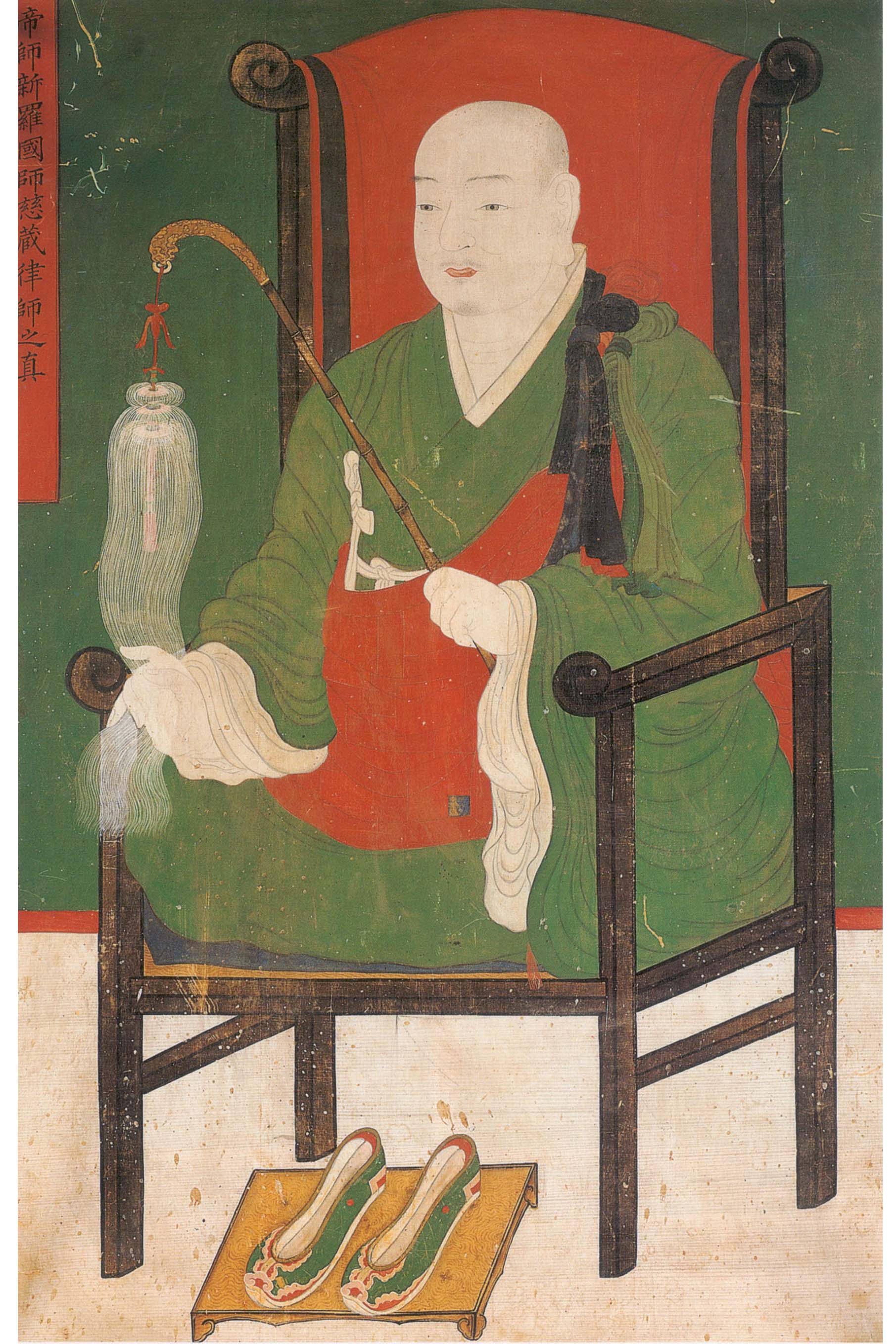
Mnich Jajang

- Mnich JajangV roce 633 byla zřízena astronomická observatoř, která měla pomoct zemědělcům. Královna také oznámila celoroční osvobození rolníků od daní a snížila daň pro střední třídu. Tímto aktem si získala podporu lidu a její postavení bylo posíleno proti mužské aristokratické opozici.
- V červnu roku 633 poslala královna Sondok znovu diplomata, aby vzdal hold tchangskému císaři Taizongovi. Ten jí však opět odmítl uznat za vládkyni. Sondok se před ním neponížila a nadále se považovala za korejského vládce vzešlého z korejských dynastií, které jsou rovnocenné vládcům čínských dynastií.

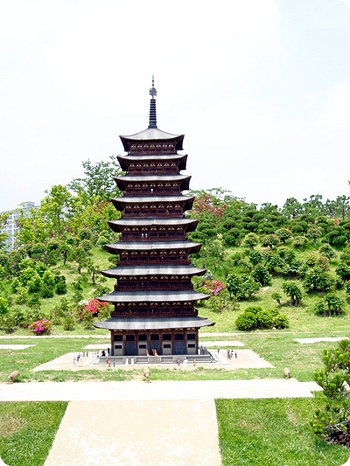
Miniatura pagody Hwangnyongsa

- Miniatura pagody HwangnyongsaV březnu 636 královna onemocněla a žádné modlitby a léky nepomáhaly. V témže roce se velký kámen na jižní straně blízké hory sám utrhl a zničil horské údolí. Příští rok se mořská voda ve východní části království Silla zbarvila do červena a všechny ryby zemřely. Tyto události považovali lidé za špatná znamení a předzvěst pádu království Silla. A opravdu začaly zlé roky.
- V roce 642 její nepřítel vůdce Uija z Pekče dobyl 40 pevností v západní části Silly a generál Yunchung dobyl strategicky důležitou pevnost Daeya s 10 000 muži. Královna Sondok znovu poslala diplomata k císaři Taizongovi a požádala ho o pomoc. Diplomat se vrátil do Silly, neschopen říci královně o návrzích, které jí císař Taizong nabídl. Poslal jí totiž muže královského původu z Tang, aby sloužil jako nový král Silly. Domníval se, že nepřátelé se nebojí ženské vládkyně.
- V tomto krizovém okamžiku poslala královna Sondok pro známého buddhistického mnicha Jajanga, který studoval sedm let u velkých buddhistických mistrů dynastie Tang. Mnich Jajang se vrátil do Silly v roce 643 a poradil královně, aby postavila velkou devítipatrovou pagodu za dvojím účelem: zablokovat cizí invaze a uklidnit svůj lid. Královna se rozhodla ji postavit, ale musela zbourat svůj palác a použít z něj cihly a trámy. Po dvou letech byla pagoda dokončena a nazvána Hwangnyongsa (Císařský dračí chrám). Byla v té době považována za nejvyšší chrám ve východní Asii.
- Sondok během své vlády zavedla ve své zemi konfucianismus a právní systém .
- Její diplomacie pomohla Sille dosáhnout hegemonii nad Korejským poloostrovem při zachování nezávislosti na dynastii Tang.
- Za vlády královny Sondok byl položen základ pro sjednocení tří království pod vedením Silly.

### Povstání proti Seodeok
V roce 643 jmenovala královna Sondok šlechtice jménem Bidam na nejvyšší pozici u dvora. Nevěděla o jeho názoru, že žena nedokáže vládnout zemi. Bidan měl na dvoře silný politický vliv a tak vyvolal největší vzpouru v historii Silly.  8. února 647 zahájil proti ní povstání s několika nejvyššími úředníky země. Vzhledem k tomu, že většina armády byla poslána do různých částí království Silla, aby ho bránila před potenciálními nepřáteli, bylo povstání pro královnu velkou hrozbou. Trvalo však pouze 10 dní a svrhnout vládu královny Sondok se nepodařilo. Bidam a jeho třicet spolubojovníků bylo popraveno 17. února 647.

### Smrt královny
Přestože byla vzpoura potlačena, královna Sondok zemřela ve stejný den - 17. února 647. Pravděpodobně skonala následkem zrady svého nejbližšího podřízeného Bidama. Byla pohřbena v hrobce na Nangsanu, jedné z posvátných hor v Kjongdžu.  Po smrti královny Sondok byla jmenována další ženskou vládkyní Silly její sestřenice, která pak vládla jako královna Jindeok.

## Buddhismus a astrologie

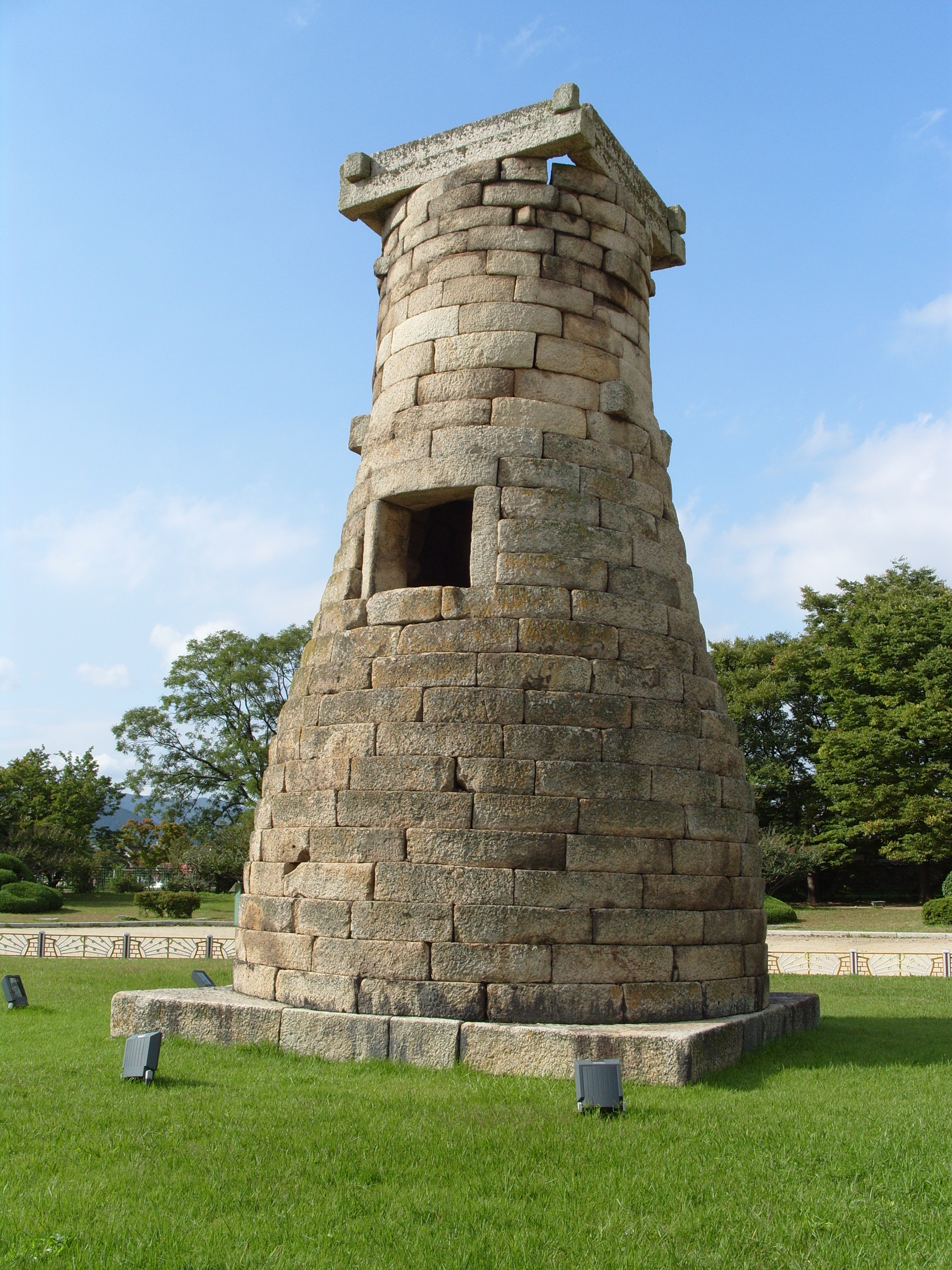
Cheomseongdae, astronomická observatoř v Gyeongju v Jižní Koreji

Stejně jako její otec, i královna Sondok byla vyznavačkou buddhismu. Během své vlády v království Silla postavila mnoho chrámů, pagod a soch Buddhy. Jeden ze slavných chrámů, který postavila, byl chrám Hwangnyongsa. Podle starověkých architektonických záznamů byla pagoda vysoká 68 nebo 80 metrů, což z ní v té době činilo jednu z nejvyšších staveb ve východní Asii. Pagoda byla ztělesněním přání královny Sondok a jejího lidu chránit zemi a přivést tři království Koreje pod jednoho vládce. Byla to oběť Buddhovi s nadějí, že tato její přání budou splněna. Královna často navštěvovala chrám Hwangnyongsa, aby se modlila za moudrost a sílu zachránit Sillu před nebezpečím.
Další chrámy Bunhwangsa, Oseam, Sangwonsa, Yeongmyosa, Tongdosa, Woljeongsa, Baekdamsa a Magoksa byly také postaveny během její vlády. Královna postavila i hvězdnou věž Cheomseongdae, považovanou za první specializovanou observatoř na Dálném východě, která v té době pomáhala zemědělcům. Věž stále stojí ve starém hlavním městě Silla Gyeongju v Jižní Koreji a je nejstarší dochovanou observatoří ve východní Asii.

## Legendy

### Legenda o pivoňce

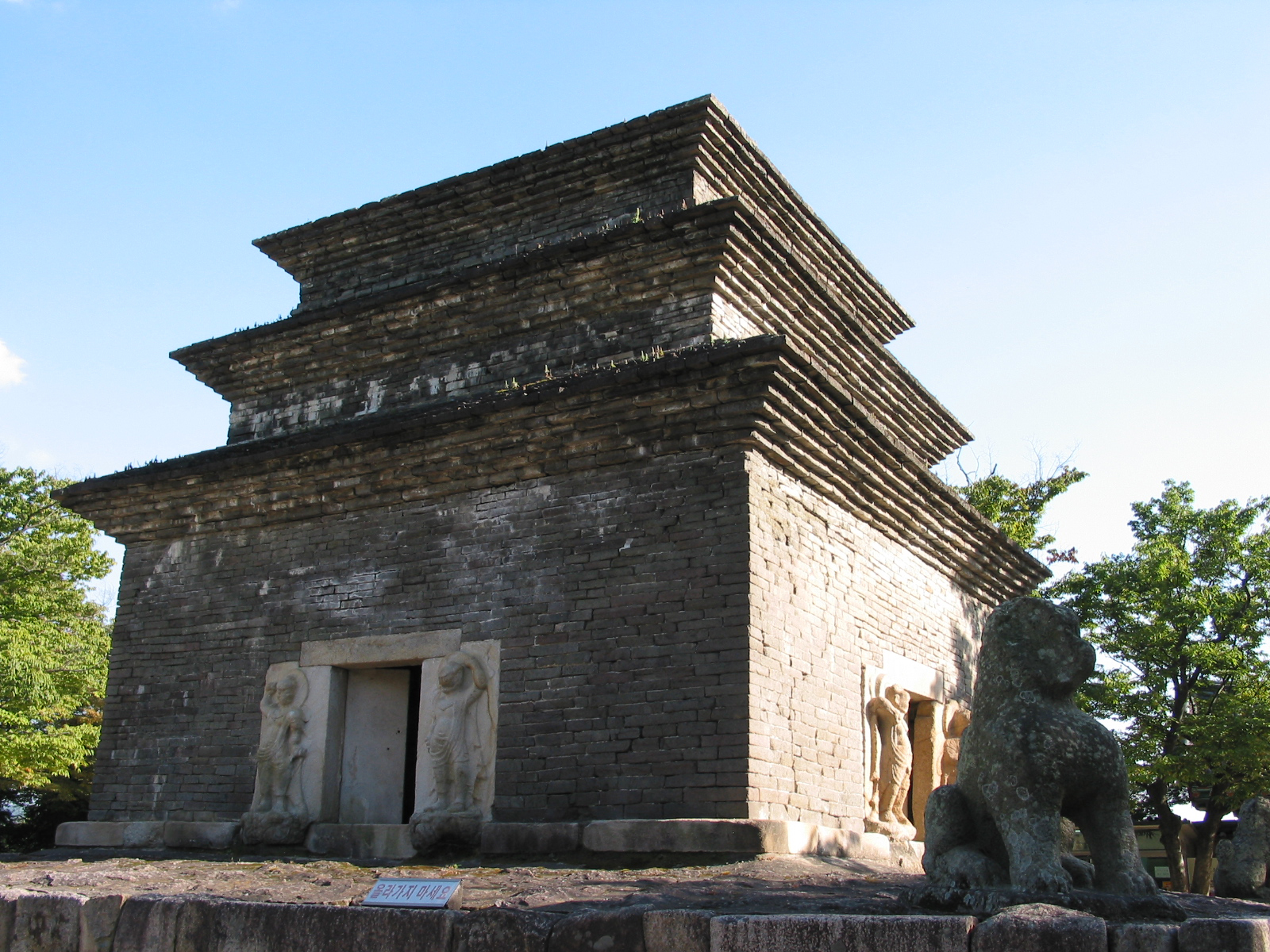
Chrám Bunhwangsa

Čínský císař Taizong jednou poslal královně obraz tří květů pivoňky v červené, fialové a bílé barvě spolu se skutečnými semeny. Když královna nechala zasadit semínka ve své zahradě, poznamenala, že i když je květina krásná, pravděpodobně nevoní. Její slova se ukázala jako pravdivá, když květiny rozkvetly, nevydávaly žádnou vůni. Lidé byli překvapeni a ona jim to vysvětlila takto: "Obraz neukazoval žádného motýla nebo včely vedle květin. Když mi poslal tento dar, císař Taizong se mi posmíval, že nemám manžela." Pivoňky jsou proto ztotožňovány s její moudrostí a vhledem. Říká se, že chrám Bunhwangsa (Vůně královského chrámu) byl postaven jako odpověď na výsměch císaře Taizonga.

### Legenda o Jigwiovi
Muž jménem Jigwi, který žil poblíž hranic Kogurjo, uviděl královnu, která procházela kolem. Zamiloval se do ní i přes jejich věkový a společenský rozdíl. Přestal jíst a spát. Celý den nedělal nic jiného, než že volal královnino jméno, až nakonec přišel o rozum.
Jednoho dne se královna Sondok šla pomodlit do buddhistického chrámu. Blízko ní se objevil Jigwi a jako obvykle volal královnino jméno. Zatímco se královna modlila uvnitř chrámu, Jigwi musel čekat venku, kde usnul. Královna pak položila svůj náramek na Jigwiho hruď na památku. Když se Jigwi probudil a uviděl náramek, celé jeho tělo se proměnilo v oheň. Prudké plameny jeho lásky spálily pagodu i samotného Jigwiho.

### Skřehotající žáby a Nefritová brána
Jednoho dne v zimě se žáby shromáždily u rybníka s názvem Okmun (Nefritová brána) a hlasitě kvákaly několik dní. Když byl tento podivný jev oznámen královně, okamžitě nařídila dvěma svým generálům, aby vedli 2 000 nejlepších vojáků na západní předměstí města a hledali údolí jménem Yeogeungok (Kolébka života). Dodala, že tam budou číhat nepřátelé. Oba generálové vedli své armády do údolí poblíž hory Bu a zničili nepřátele. Na otázku, jak předvídala invazi do Pekče jen díky kvákání žab. Královna vysvětlila:
"Skupina rozzuřených žab znamená armádu. Nefritová brána je výraz pro ženskou cudnost. Žena je jedním z významů Yin, který má také význam bílé, a bílá barva znamená Západ. Takže jsem věděla, že na Západě leží armáda. Vzhledem k tomu, že armáda se skrývala v údolí známém jako Kolébka života, věděla jsem, že bude snadné je porazit."

### Pohřeb u Doricheon
Několik dní před svou smrtí Sondok shromáždila své úředníky a vydala rozkaz: "Až zemřu, pohřběte mě poblíž Doricheonu." Doricheon znamená Nebe zarmoucených zásluh, což v buddhismu odkazuje na určitou úroveň nebe. Její poslední přání ukázalo její touhu být v příštím životě reinkarnována jako muž.
Desítky let po její smrti postavil třicátý král Munmu ze Silly k její hrobce Chrám čtyř nebeských králů (Sacheonwang-sa).